# Justin Schrörs
Justin Schrörs (* 4. März 1994 in Krefeld) ist ein deutscher Eishockeytorwart.

## Werdegang
Schrörs begann seine Karriere im Nachwuchsbereich der Düsseldorfer EG und spielte später in den Jugendmannschaften des EC Bad Nauheim und der Dresdner Eislöwen. Für den Krefelder EV und den Eisbären Juniors Berlin absolvierte Schrörs zwei bzw. ein Spiel in der Deutschen Nachwuchsliga. Im Seniorenbereich spielte er in der 2011/12 für die Dresdner Eislöwen in der DEL2 und stand in der folgenden Saison 2012/13 im Kader des DEL-Clubs Hamburg Freezers, blieb allerdings ohne Einsatz. Stattdessen wurde Schrörs mehrfach in die drittklassige Oberliga verliehen, unter anderem an FASS Berlin und die Wild Boys Chemnitz. Von 2014 bis 2016 hütete Schrörs das Tor des Oberligisten Moskitos Essen und wechselte daraufhin zum Ligarivalen Füchse Duisburg. In der Saison 2016/17 kam er bei den Löwen Frankfurt noch einmal in der DEL2 zum Einsatz. 
Während der Saison 2017/18 war Schrörs für die Eisbären Regensburg in der Oberliga Süd aktiv, bevor er in der folgenden Spielzeit in die Oberliga Nord zurückkehrte und das Tor der Saale Bulls Halle hütete. Im Sommer 2020 schloss sich Schrörs dem Regionalligisten EHC Neuwied an. Mit den Neuwiedern erreichte er das Endspiel um die Meisterschaft der Regionalliga West, die wegen der COVID-19-Pandemie nicht mehr ausgetragen wurden. Die Saison 2021/22 spielte Justin Schrörs für die Dinslaken Kobras in der Regionalliga West, bevor er sich im Sommer 2022 dem Oberligisten Herforder EV anschloss.
Justin Schrörs absolvierte drei Spiele in der DEL2.